# Pfuhl (Neu-Ulm)
Pfuhl ist ein Ortsteil der Großen Kreisstadt Neu-Ulm im Westen Bayerns mit mehr als 10.000 Einwohnern. Pfuhl gehört zum Regierungsbezirk Schwaben.

## Geographie
Das Pfarrdorf Pfuhl liegt etwa 3 km nordöstlich von Neu-Ulm und 1 km östlich der Donau. Über die ehemalige B 10 (jetzt: Leipheimer Straße) erreicht man Neu-Ulm über den Ort Offenhausen in wenigen Minuten. Über die nahegelegene B 10 kann man schnell die A 7 erreichen und über diese die A 8. Pfuhl liegt wie alle anderen Orte Neu-Ulms etwa 480–500 m ü. NN. Umliegende Ortsteile sind Burlafingen, Steinheim, Finningen und Offenhausen.

## Geschichte

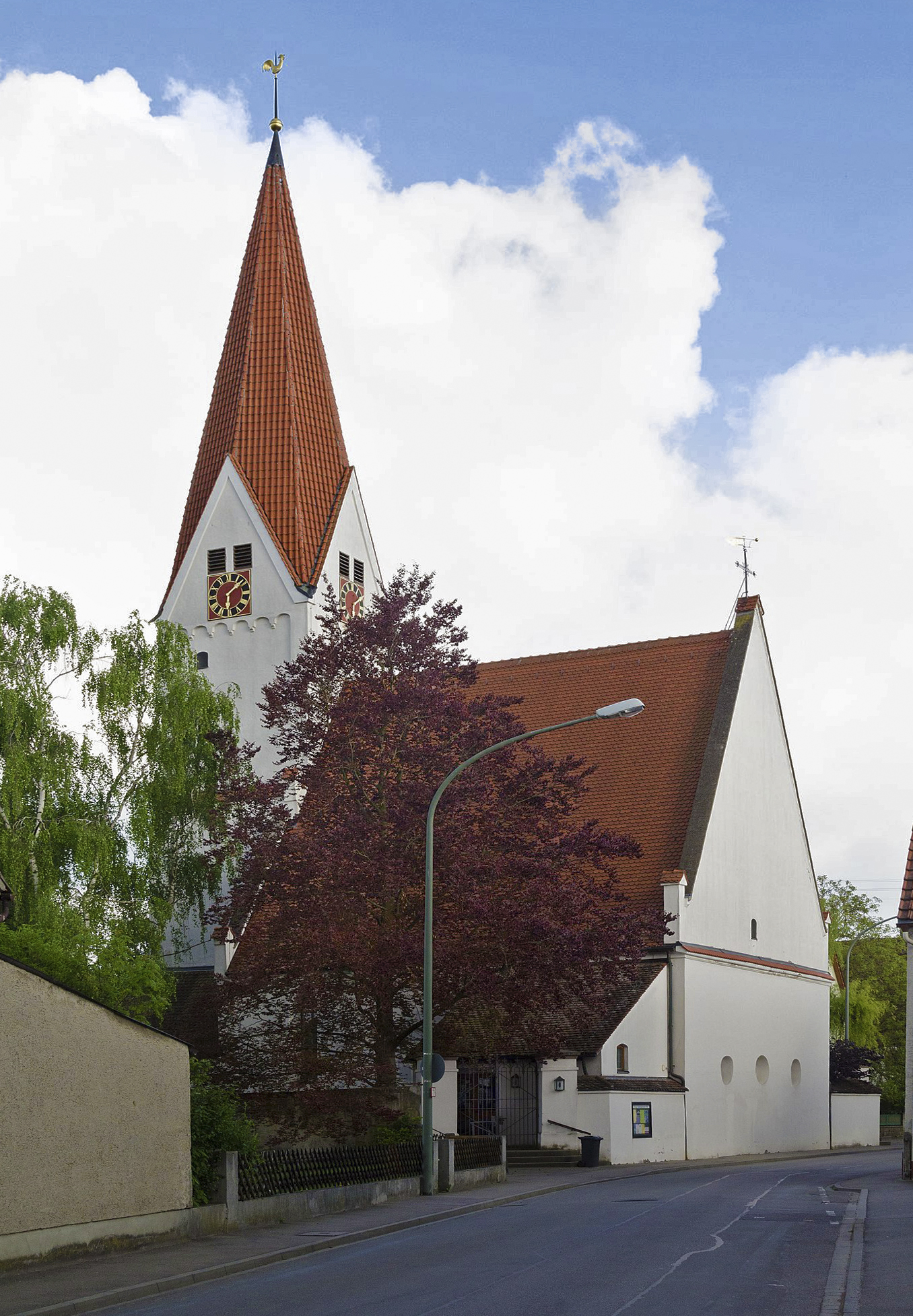
St. Ulrich

Pfuhl wurde 1244 erstmals urkundlich erwähnt und feierte somit 1994 sein 750-jähriges Jubiläum. Allerdings wurden um 2000 im Zuge von Restaurierungen an der evangelischen Kirche St. Ulrich Ausgrabungen betrieben und dort Reste einer Kirche gefunden, die über 1000 Jahre alt sind. Somit gehört Pfuhl mit Gerlenhofen zu den ältesten Ortsteilen Neu-Ulms. Pfuhl kam unter Karl dem Großen zur Abtei Reichenau und auf diesem Wege im Spätmittelalter zur Reichsstadt Ulm, bis es 1802 zusammen mit Ulm schließlich dem Kurfürstentum Bayern zufiel. Ulm wurde später württembergisch, doch Pfuhl blieb weiter – bis zum heutigen Tag – bayerisch.
Pfuhl musste immer wieder schweren Katastrophen wie Feuern oder einem Hochwasser trotzen. So musste es Mitte der 1630er Jahre einem schweren Feuer standhalten, das mit dem Dreißigjährigen Krieg das Dorf erreichte und es fast vollständig zerstörte. 1945 wurde der westliche Teil Pfuhls durch einen Bombenangriff der Alliierten vollkommen zerstört.
Am 1. Juli 1972 wurde die bis dahin selbstständige Gemeinde Burlafingen eingegliedert. Am 1. Januar 1976 kam Steinheim hinzu.
Am 1. Juni 1977 verlor Pfuhl jedoch im Zuge der Gemeindegebietsreform seine politische Selbstständigkeit und wurde nach Neu-Ulm eingemeindet. Letzter Pfuhler Bürgermeister war Karl Salzmann.

## Kultur

### Vereine
Pfuhl verfügt über 21 Vereine, darunter den TSV Pfuhl mit derzeit elf Abteilungen. Die Turnabteilung turnt hierbei seit mehreren Jahren professionell in der 1. und 2. Bundesliga. Auch Musik wird großgeschrieben: es gibt die Feuerwehrkapelle Pfuhl e. V. und den Singverein 1853 Pfuhl e. V., die das ganze Jahr über sämtliche Feste musikalisch umrahmen. Die Politik ist in Ortsvereinen der CSU und der SPD vertreten.
Der Schützenverein SV 1927 Pfuhl e. V. betreibt das Sportschießen mit dem Luftgewehr in der Bayernliga (3. Liga) sowie Luftpistole in der Schwabenliga (4. Liga) mit sehr gutem Erfolg. Die Jugendarbeit trägt hier zu erfolgreicher Gewinnung von Talenten für die aktiven Teams Früchte. Titelträger wie Bayerische Meister und Deutsche Meister sind den Mannschaften erwachsen.

### Städtepartnerschaften
Neu-Ulm steht in Städtepartnerschaft mit Trissino, einer kleinen Stadt in Italien nördlich von Vicenza. Durch die Pfuhler wird diese Freundschaft seit 40 Jahren geführt, mit der Folge, dass 1990 eine offizielle Städtepartnerschaft entstand. Die Feuerwehrkapelle steuert viel zu dieser Partnerschaft bei, da sie schon mehrere Male eine Reise nach Trissino unternahm, um dort den Coro Amici della Montagna zu besuchen, Trissinos Musikverein, welcher inzwischen Gegenbesuche gemacht hat.

## Baudenkmäler
In der Liste der Baudenkmäler in Neu-Ulm sind für Pfuhl zwölf Baudenkmale aufgeführt, darunter die Evang.-Luth. Pfarrkirche St. Ulrich, das Pfarrhaus und ein ehemaliges ulmisches Amtshaus.

## Persönlichkeiten
- Heinz W. Hahn (* 1929), Ingenieur, Deputy Chairman von IVECO und ab 1981 Executive Vice President von IVECA in Ulm, wohnte in Pfuhl.[5]
- Karl Häberle (1910–1999), Politiker der SPD, geboren in Pfuhl.